# A Játék

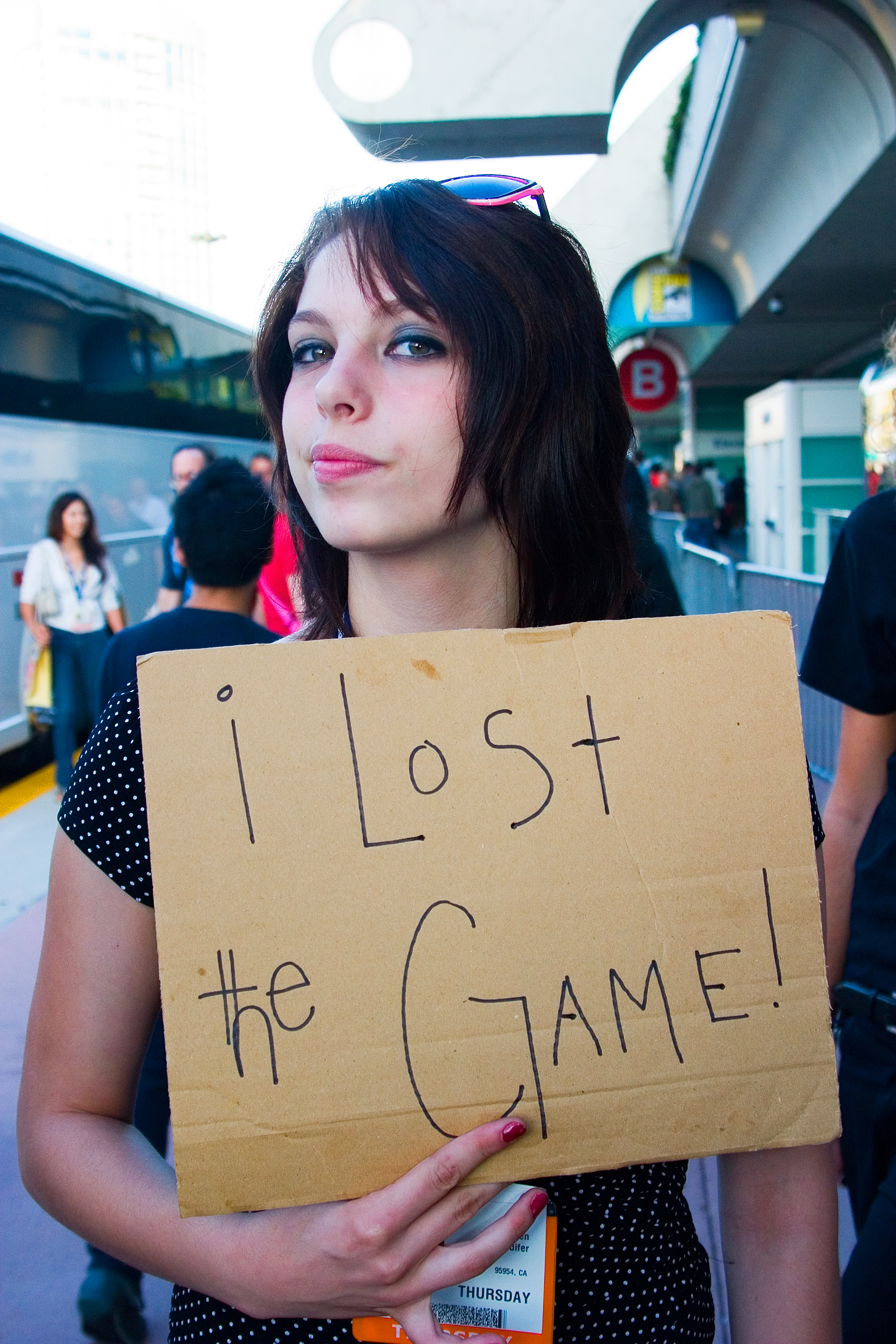
Egy játékos bejelenti, hogy elvesztette A Játékot

A Játék szellemi tornához hasonló játék, amelynek célja az, hogy egyáltalán ne gondoljon a játékos A Játékra. Amikor a játékos A Játékra gondol, automatikusan veszített, és ezt A Játék szabályai alapján minden egyes alkalommal köteles bejelenteni. A Játék legtöbb változatában lehetetlen nyerni, a játékosok legfeljebb arra törekedhetnek, hogy a lehető leghosszabb ideig ne veszítsenek, azaz ne gondoljanak A Játékra. A Játékot a legszélsőségesebb jelzőkkel szokták illetni, a hiábavalótól és idegesítőtől kezdve a legnagyobb kihívást jelentőig és szórakoztatóig. 2010-ben már milliók vettek részt A Játékban, világszerte.

## A Játék szabályai
A Játéknak három szabálya van, amelyet minden változatában elismernek:
1. Ha a játékos A Játékra gondol, veszített
2. Ha veszített, azt mások, de legalább egy fő számára észlelhető módon be kell jelentenie. Ennek módja az „Elvesztettem A Játékot!” hangos és jól érthető bejelentés, vagy rövidebben csak annyi, hogy „Vesztettem!” A Játék elvesztését más, egyenértékű módon is be lehet jelenteni, például írásban, vagy morzézni, messengeren bejelenteni is szabad.
3. Mindenki részt vesz A Játékban.[1][2][3][4][5][6]

A 3. szabály A Játék változataiban különbözőképpen értelmezett. Alapváltozata az, hogy mindenki játszik, akár tud A Játékról, akár nem. Egy igen elterjedt változata szerint csak azok játszanak, akik ismerik A Játék három alapszabályát, de azok számára a részvétel kötelező. A játékból nem lehet kiszállni, ahhoz, hogy a játékos A Játékban részt vegyen, nincs szükség a beleegyezésére, és nincs mód arra, hogy befejezze A Játékot.
A játékban a szabályok jellegéből adódóan csak az utolsó, 3. szabályt lehet megszegni. (Aki a 2. szabályt szegné meg azzal, hogy nem jelenti be, ha vesztett, megtagadja A Játékban való részvételt, tehát valójában a 3. szabályt szegi meg.)
A szabályok nem adnak tájékoztatást arról, hogy A Játék mikor ér véget. Legalább egy jelzett változata szerint A Játék akkor ér véget, amikor az Egyesült Királyság miniszterelnöke a televízióban bejelenti, hogy „Elvesztettem A Játékot!” vagy "A Játéknak vége!" Más elképzelések is vannak, közös bennük, hogy egy adott közéleti személynek, nyilvánosság előtt kell bejelentenie, hogy elveszítette A Játékot. A brit miniszterelnök mellett rendszerint II. Erzsébet brit királynőt és a római pápát szokták említeni.
A Játék egyes változataiban A Játék elvesztésének bejelentését egy kegyelmi időszak követi, amely leteltéig A Játékot nem lehet újra elveszteni. Ebben az időszakban nem szabad ismételten bejelenteni A Játék elvesztését. A kegyelmi időszak hossza változatonként eltérő, rendszerint 10–30 perc.

## A Játék stratégiái

Egy módszer mások vesztésre kényszerítésére

Mivel A Játékot nem lehet megnyerni, sok játékos stratégiája az, hogy kevesebbszer veszítsen, mint mások – avagy mások gyakrabban veszítsenek. Egyes játékosok kifinomult módszereket alkalmaznak arra, hogy másik játékosokkal elvesztessék A Játékot. Ennek is sok változata van: szóba hozni valamilyen játékot, megfelelően hangsúlyozva a „játék” szót, megfelelően rejtett helyeken emlékeztető feliratokat elhelyezni, titkos üzenetben, vagy kis erőfeszítéssel megfejthető titkosírással utalni A Játékra bevett szokás egyes játékos körökben. Gyakori eljárás a nyilvános helyek falain, illemhelyeken, bankjegyeken hagyni ilyen feliratokat.

## A Játék lélektani alapja
A Játék jellemző példája az ironikus gondolkodásmódnak, azon belül is a gondolatelnyomásnak, avagy a Fehér medve elvnek, amely szerint minél inkább igyekszik nem gondolni a személy valamire, annál többet foglalkozik azzal a gondolattal.

## A Játék eredete
A Játék eredete ismeretlen. Egy romantikusabb elmélet szerint két hangmérnök vagy egyetemista lekéste az utolsó vonatot, és az egész éjszakát a Finchley Central pályaudvar peronján kellett tölteniük. Megállapodtak, hogy nem is gondolnak rá, milyen helyzetbe kerültek, és amelyiküknek előbb eszébe jut, az veszít. Ezt a történetet a játék eredetét kutató Jonty Haywood valótlannak tartja: kutatásai szerint maga a történet egy kísérlet Neumann János játékelméletének cáfolására.
Egy másik elmélet szerint 1996-ban Londonban találta ki egy Jamie Miller nevű diák, az emberek bosszantására. Ezt az állítást az IP-címek ellenőrzése után Jonty Haywood is valószínűsíthetőnek tartja. A legelső kimutatható említése az Interneten 2002-ből származik. Ez kizárja annak a gyakran hangoztatott elgondolásnak a helyességét is, mi szerint A Játékot a 4chan internetes közössége alkotta volna meg, mivel a 4chan csak 2003-ban alakult.
A Játék nagyon hasonlít Douglas Hofstadter P-számára, amely azt fejezi ki, ahányszor egy személy egy hónapban a P-számra gondol.
Más elméletek akár a XIII. vagy XIV. századig is visszavezetik A Játék eredetét. Eckhardt von Hochleim német filozófus egy értekezésére, arról, hogy ha azt hisszük, hogy már nem kötődünk egy adott dologhoz, akkor még kötődünk hozzá.

## A Játék hatása
A Játék – amennyiben az eredetét tisztázottnak fogadjuk el – eleve azzal a céllal jött létre, hogy megzavarjon (és elgondolkodtasson) embereket. Ennek megfelelően az iskolákban, egyetemeken gyakorta jelent problémát, hogy a játékosok az órák alatt is igyekeznek eleget tenni a 2. szabályban foglalt jelentési kötelezettségüknek. Az órák hangos megzavarása mellett a tevékenységet jelzi az is, hogy a szemetesek tele vannak A Játék elvesztésének bejelentésére szolgáló cetlikkel. Egy ohioi iskolában be is tiltották A Játékot, mert zavarta a tanítást.
Ugyanakkor beszámoltak arról is a játékosok, hogy A Játék egyfajta összetartó erő is, amely közelebb hoz embereket egymáshoz. Az, amikor ismeretlenek csatlakoznak A Játék elvesztésének bejelentéséhez, kapcsolatok kialakításának közös pontja lehet. A Játékban való részvétel tudata segíthet a közösségek kialakításában és összetartásában is.

## Fordítás
Ez a szócikk részben vagy egészben  a   The Game (mind game) című angol Wikipédia-szócikk ezen változatának fordításán alapul.  Az eredeti cikk szerkesztőit annak laptörténete sorolja fel. Ez a jelzés csupán a megfogalmazás eredetét és a szerzői jogokat jelzi, nem szolgál a cikkben szereplő információk forrásmegjelöléseként.

## Külső hivatkozások
- Twitter-figyelő alkalmazás a Twitteren bejelentett vesztések követésére
- Történetek az I Just Lost The Game.org-on – némelyik egészen szórakoztató
- The Game alkalmazás Windows Phone 7 telefonokra
- The Game alkalmazás iPhone-ra